# Used To Love (canción de Martin Garrix)
"Used to Love" es una canción del DJ Holandés Martin Garrix y el cantante Australiano Dean Lewis. fue lanzado el 31  de octubre de 2019, mediante la discografía STMPD RCRDS, y bajo la licencia de Epic Amsterdam, una división de Sony Music.

## Antecedentes
En mayo de 2019, cuando Garrix se lesionó el tobillo, sus médicos le ordenaron que se tomara dos semanas de descanso antes de reanudar su recorrido. Después de su cirugía, su amigo y coproductor Albin Nedler lo visitó en el hospital. En ese momento, el DJ le confesó que estaba escribiendo la canción desde lejos con Dean Lewis. Unos días después, el cantante llegó a Ámsterdam, Países Bajos para terminar de escribirlo y comenzar a grabarlo. Cuando llegó el 17 de junio, Garrix y Lewis compartieron su reunión con sus fanáticos publicando una foto de sí mismos en Instagram. Los mostró en un pequeño bote que pasaba el rato junto a los canales de agua en Ámsterdam y junto al comentario "¡Vivo por días como este!" dicho por Garrix. En el estudio, Lewis interpretó el papel de cantante y guitarrista. Pero acababa de terminar una larga gira que hirió su voz, lo que lo llevó a guardarla para el segundo día de grabaciones y comenzar a grabar sus partes de guitarra. Más tarde afirmó que el coro de "Used to Love" es una de las líneas vocales más altas y que el sencillo es uno de los más desafiantes en los que ha trabajado. Cuando grabó su voz fue llevado a hacer varios intentos para obtener el equilibrio vocal correcto y las notas correctas sin forzar su voz. Durante los  siguientes meses, ambos artistas estuvieron ocupados creando nueva música en el estudio de Garrix con sede en Ámsterdam. Luego, del 7 al 8 de septiembre tuvo lugar el quinto aniversario de Lollapalooza Berlín de Garrix. Fue en este momento que el DJ reveló oficialmente que la canción se lanzaría a fines de octubre. Para acompañar su anuncio, agregó: 

"Esta canción se hizo durante mi descanso mientras me recuperaba de mi lesión en el tobillo. Dean y yo estamos súper emocionados de compartirlo con el mundo". El 25 de octubre, publicó en sus redes sociales la portada de la canción, revelando su fecha de lanzamiento. Después del lanzamiento, Dean Lewis habló sobre su colaboración, diciendo: Desde que comencé mi carrera, las colaboraciones nunca se sintieron como algo que me vi persiguiendo. Como compositor de canciones, que también canta, todo el concepto simplemente se sintió extraño. Hasta que conocí a Martin. Pasamos alrededor de una semana juntos encerrados a puertas cerradas en Ámsterdam trabajando en una canción, que podría terminar siendo cantada por otra persona. Pero a medida que la pista avanzó, comenzó a sonar mucho a mí, pero también a Martin. Es una verdadera colaboración con un chico que ahora se ha convertido en un gran amigo.

Garrix sintió que era increíble hacer la canción con Lewis, a quien considera "un buen amigo y un talento emocionante". Agregó que el cantante escribió letras profundamente personales acompañadas de un estilo de música atemporal durante el desarrollo de la canción.

## Lista de canciones
| Descarga digital |                |          |  |
| N.º              | Título         | Duración |  |
| 1.               | «Used To Love» | 3:56     |  |

| Descarga digital - Versión Acústica |                                   |          |  |
| N.º                                 | Título                            | Duración |  |
| 1.                                  | «Used To Love» (Acoustic Version) | 3:31     |  |

| EP (Remixes) |                                             |          |  |
| N.º          | Título                                      | Duración |  |
| 1.           | «Used To Love» (SWACQ remix)                | 3:40     |  |
| 2.           | «Used To Love» (Osrin & Beau Collins remix) | 3:34     |  |
| 3.           | «Used To Love» (Jimi Hyde remix)            | 3:20     |  |

## Créditos
créditos conseguidos por Tidal.
- Martin Garrix - producción, composición, letra, guitarra, ingeniería maestra, ingeniería mixta
- Albin Nedler - coproducción, composición, letras, coros
- Dean Lewis - composición, letra, guitarra
- Kristoffer Fogelmark - composición, letra
- Eelco Bakker - batería
- Tom Myers - batería
- Alex Bennison - guitarra
- Rob Bekhuis - ingeniería vocal
- Frank van Essen - cuerdas, arreglo de cuerdas

## Posicionamiento en listas
| Chart (2019)                                | Peak position |
| ------------------------------------------- | ------------- |
| Bélgica (Flandes) (Ultratop 50)             | 31            |
| Bélgica (Valonia) (Ultratip Bubbling Under) | 14            |
| Canadá (Canadian Hot 100)                   | 92            |
| Países Bajos (Dutch Top 40)                 | 15            |
| Países Bajos (Mega Single Top 100)          | 31            |
| Suiza (Schweizer Hitparade)                 | 42            |
| Reino Unido (UK Dance Chart)                | 20            |